# Giovanni Battista Mercati
Giovanni Battista Mercati (Borgo Sansepolcro, 1591 – Roma, 1645 circa) è stato un pittore e incisore italiano.

## Biografia

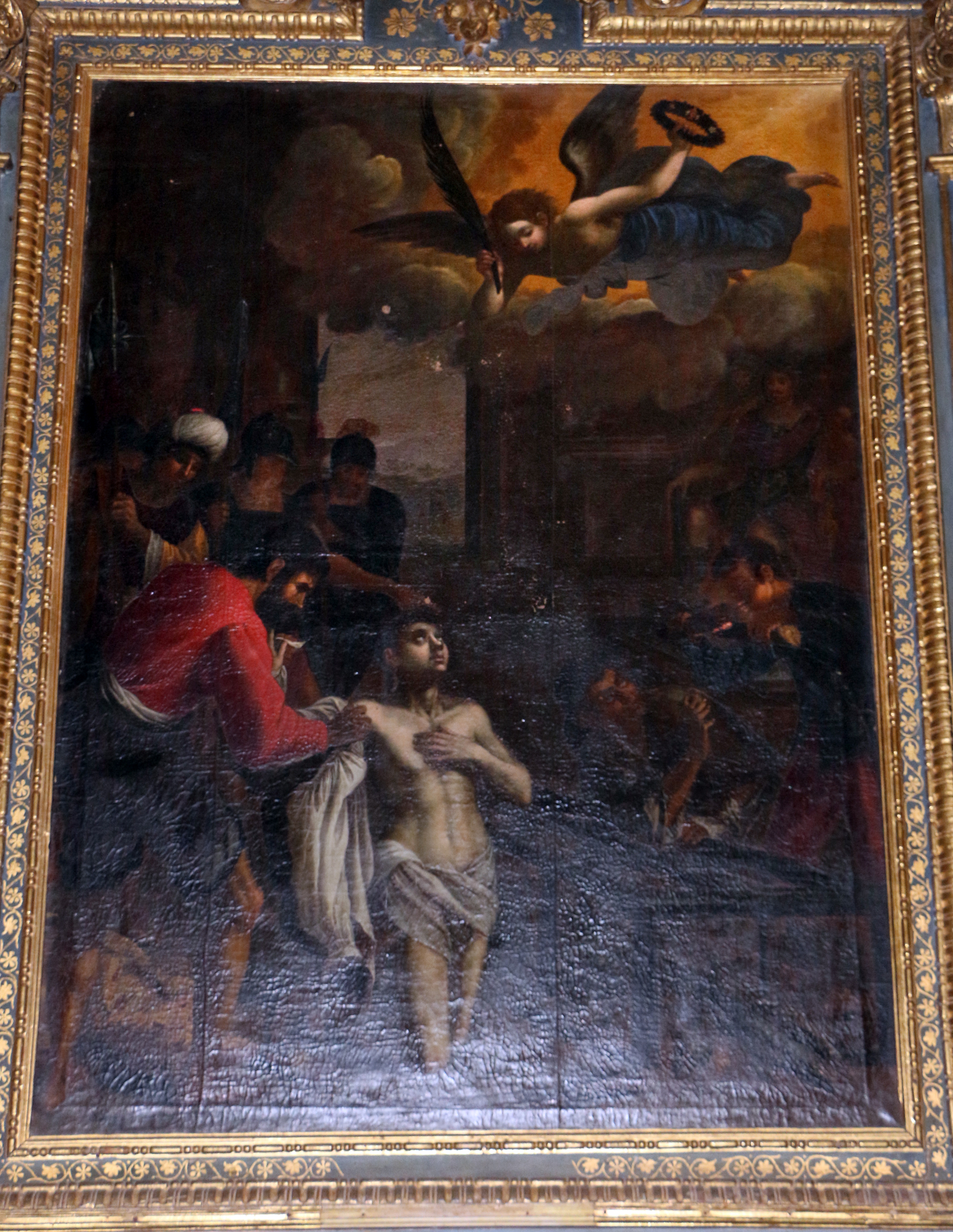
Martirio di San Lorenzo, San Sepolcro

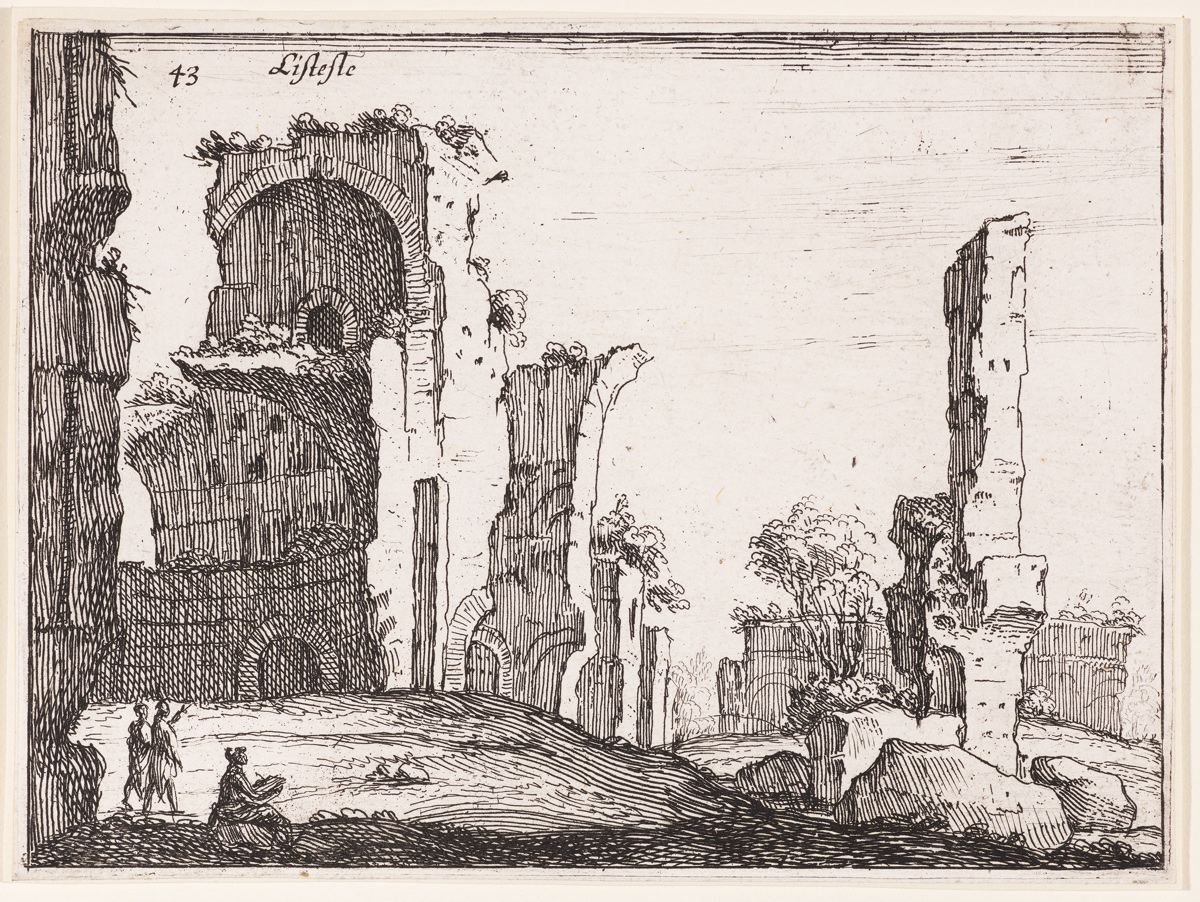
I bagni di Caracalla da Alcune vedute et prospettive di luoghi dishabitati di Roma

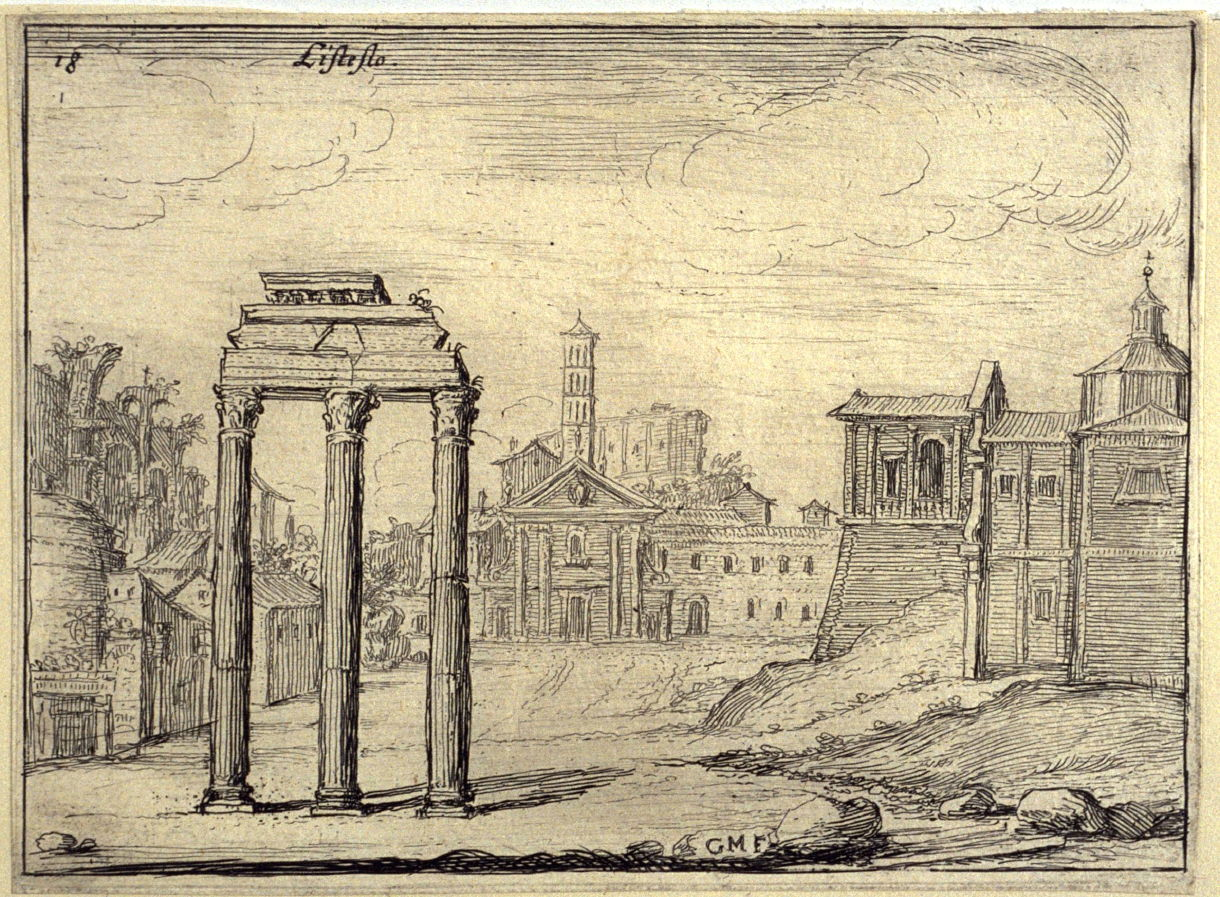
Campo vaccino da Alcune vedute et prospettive di luoghi dishabitati di Roma

Nato a Borgo Sansepolcro nel 1591 da Raffaele, fu battezzato il 1º ottobre dello stesso anno; si formò nella bottega di Raffaello Schiaminossi, di cui era nipote. Il suo primo lavoro fu nel 1608 la decorazione della sacrestia della chiesa di San Francesco nella città natale in collaborazione con lo zio. Secondo una parte della critica, la collaborazione continuò anche per quanto riguarda le incisioni: il Mercati ne realizzò quattro nel 1616, che rappresentano la Modestia, la Sorte, il Contento amoroso e la Spia, che sono il completamento di una serie realizzata da Schiaminossi nel 1605. Altri critici pensano di più ad un lavoro autonomo, mettendo in rilievo la notevole differenza sia temporale che di dimensioni con la prima serie, anche se vi sono indubbie derivazioni dallo stile del maestro. Quello che è certo per tutti è che, da un punto di vista iconografico, si tratti di derivazioni dall'Iconologia di Cesare Ripa nell'edizione del 1613, l'unica contenente tutti e quattro i soggetti incisi dal Mercati.
Verso il 1620 si trasferì a Roma con lo zio anche per perfezionare la propria formazione artistica; proprio al 1620 risale la dedica a Lelio Guidiccioni di una incisione raffigurante il Matrimonio mistico di santa Caterina da un dipinto del Correggio. Nel 1622 tornò brevemente a Borgo Sansepolcro a causa della morte di Schiaminossi per stimare le opere lasciate dal maestro. Fu un ritorno temporaneo, dato che già da tempo si era creato una solida clientela romana.
La prima opera documentata a Roma risale al 1624 e fu commissionata dal cardinale Scipione Caffarelli-Borghese: si trattava della pala per l'altare di San Carlo Borromeo per la basilica di San Crisogono.
Nel 1626 incise Santa Bibiana che rifiuta di adorare gli idoli, con dedica a Marcello Sacchetti, ripresa dall’affresco di analogo soggetto realizzato da Pietro Berrettini da Cortona e terminato poco tempo prima nella chiesa di Santa Bibiana. In seguito realizzò una nuova incisione con la Decollazione di Giovanni Battista con dedica a Nicolò Alemanni, custode della Biblioteca Vaticana, bibliotecario e filologo al servizio della famiglia Barberini; anche in questo caso sembra essersi ispirato ad un dipinto di Pietro Berrettini.
Nel 1629 realizzò una raccolta di cinquantadue incisioni, pubblicata a Roma con il titolo Alcune vedute et prospettive di luoghi dishabitati di Roma.
La sua principale realizzazione durante il periodo romano fu la decorazione della cappella degli Orsini di Pitigliano nella basilica di San Bartolomeo all'Isola con affreschi raffiguranti Storie della Vergine, commissionata probabilmente da Paolo Giordano Orsini, amico sia di Guidiccioni che di Alemanni. 
Tornato brevemente a Borgo San Sepolcro, vi dipinse una Madonna che offre il Bambino a San Felice da Cantalice per la chiesa di San Michele Arcangelo e una Immacolata Concezione con Santi, conservata nel Museo civico di Sansepolcro.
A partire almeno dal 1633 fu membro della Accademia romana di San Luca, come risulta da un pagamento per la tassa di immatricolazione; a tale associazione fu particolarmente legato e fra il 1637 e il 1643 prese parte a numerose riunioni degli accademici.
Nel 1639 dipinse un Noli me tangere per la chiesa di Santa Maria delle Vergini a Roma; nel 1642 realizzò le incisioni di quattro degli otto tondi adrianei dell'arco di Costantino e le dedicò a Paolo Giordano Orsini, Francesco Borromini e Carlo Paolucci, conte di Calboli e decano della Segnatura.
Al gennaio 1645 risale la stesura del testamento e si presume che morì a Roma pochi mesi dopo.